# Hausen (Lohmar)
Hausen (ⓘ) ist ein Stadtteil von Lohmar im Rhein-Sieg-Kreis in Nordrhein-Westfalen.

## Geographie
Hausen liegt in der Mitte Lohmars. Umliegende Ortschaften und Weiler sind Jüchen, Mackenbach (Lohmar) und Dorpmühle im Norden, Weeg, Hausdorp und Höfferhof im Nordosten, Alfenhard im Osten, Röttgen und Grimberg im Süden, Kreuznaaf und Peisel im Südwesten, Höngesberg im Westen sowie Stolzenbach (Lohmar) im Nordwesten.
Hausen liegt in einem landwirtschaftlich genutzten Gebiet. Nördlich und westlich von Hausen ist Wald, umliegend sind große Wiesenflächen.
In Hausen entspringt ein namenloser orographisch linker Nebenfluss der Agger.

## Geschichte
Bis zum 1. August 1969 gehörte der Ort zu der bis dahin eigenständigen Gemeinde Wahlscheid.

## Sehenswürdigkeiten
Das artenreiche Naturschutzgebiet Naafbachtal liegt im Osten, Südosten und Süden von Hausen.

## Verkehr
- Hausen liegt an der Kreisstraße 34 und nahe zur B 484.
- Auf der Kreisstraße 34 verkehren nur selten Busse. Das Anruf-Sammeltaxi (AST) sorgt für eine Anbindung an den ÖPNV. Für die Nutzung des regelmäßigen Busverkehrs müssen die Haltestellen bei Kreuznaaf, Stolzenbach, Wahlscheid oder in Hausen selbst genutzt werden.